# Winston-Salem Open 2019
Winston-Salem Open 2019 byl profesionální tenisový turnaj pořádaný jako součást mužského okruhu ATP Tour, který se odehrával na otevřených dvorcích s tvrdým povrchem DecoTurf v areálu Wake Forest University. Konal se mezi 18. až 24. srpnem 2019 v americkém Winston-Salemu, ležícím v Severní Karolíně, jako padesátý první ročník turnaje.
Turnaj s rozpočtem 807 210 dolarů patřil do kategorie ATP Tour 250. Jednalo se o poslední díl mužské poloviny letní US Open Series 2019, jakožto závěrečné přípravy před čtvrtým grandslamem sezóny US Open 2019.
Nejvýše nasazeným hráčem ve dvouhře se stal dvacátý devátý tenista světa Benoît Paire z Francie. Jako poslední přímý účastník do hlavní singlové soutěže nastoupil 249. hráč žebříčku Izraelec Amir Weintraub.
Premiérový titul na okruhu ATP Tour vyhrál 22letý Polák Hubert Hurkacz, jenž se stal prvním polským vítězem dvouhry v této úrovni profesionálního tenisu od Wojciecha Fibaka a jeho triumfu v Chicagu 1982. Deblovou soutěž ovládl nejvýše nasazený, polsko-brazilský pár Łukasz Kubot a Marcelo Melo, jehož členové vybojovali třináctou společnou trofej a jedinou v sezóně 2019.

## Rozdělení bodů a finančních odměn

### Rozdělení bodů
| Soutěž  | vítězové | finalisté | semifinalisté | čtvrtfinalisté | 16 v kole | 32 v kole | 48 v kole | Q | Q2 | Q1 |
| dvouhra | 250      | 150       | 90            | 45             | 20        | 10        | 0         | 5 | 3  | 0  |
| čtyřhra | 250      | 150       | 90            | 45             | 0         | —         | —         | — | —  | —  |

### Finanční odměny
| Soutěž                              | vítězové | finalisté | semifinalisté | čtvrtfinalisté | 16 v kole | 32 v kole | 48 v kole | Q2      | Q1    |
| ----------------------------------- | -------- | --------- | ------------- | -------------- | --------- | --------- | --------- | ------- | ----- |
| dvouhra                             | 96 505 $ | 56 000 $  | 32 350 $      | 18 740 $       | 10 740 $  | 6 500 $   | 3 950 $   | 1 840 $ | 920 $ |
| čtyřhra                             | 40 600 $ | 20 800 $  | 11 280 $      | 6 450 $        | 3 780 $   | —         | —         | —       | —     |
| částka ve čtyřhře je uvedena na pár |          |           |               |                |           |           |           |         |       |

## Mužská dvouhra

### Nasazení
| Stát                          | Hráč                 | ATP | Nasazení |
| ----------------------------- | -------------------- | --- | -------- |
| Francie                       | Benoît Paire         | 29. | 1.       |
| Kanada                        | Denis Shapovalov     | 34. | 2.       |
| Polsko                        | Hubert Hurkacz       | 40. | 3.       |
| Portugalsko                   | João Sousa           | 43. | 4.       |
| Spojené království            | Dan Evans            | 44. | 5.       |
| USA                           | Sam Querrey          | 45. | 6.       |
| Itálie                        | Lorenzo Sonego       | 47. | 7.       |
| Srbsko                        | Filip Krajinović     | 50. | 8.       |
| Španělsko                     | Albert Ramos-Viñolas | 51. | 9.       |
| USA                           | Frances Tiafoe       | 52. | 10.      |
| Španělsko                     | Pablo Carreño Busta  | 53. | 11.      |
| Norsko                        | Casper Ruud          | 54. | 12.      |
| Srbsko                        | Miomir Kecmanović    | 58. | 13.      |
| Austrálie                     | John Millman         | 61. | 14.      |
| Francie                       | Ugo Humbert          | 62. | 15.      |
| Španělsko                     | Feliciano López      | 63. | 16.      |
| Žebříček ATP k 12. srpnu 2019 |                      |     |          |

### Jiné formy účasti
Následující hráči obdrželi divokou kartu do hlavní soutěže:
- Tomáš Berdych[6]
- Andy Murray
- Denis Shapovalov
- Frances Tiafoe

Následující hráč nastoupil do hlavní soutěže pod žebříčkovou ochranou:
- Cedrik-Marcel Stebe
- Amir Weintraub

Následující hráči postoupili z kvalifikace:
- Damir Džumhur
- Bjorn Fratangelo
- Marcos Giron
- Raymond Sarmiento

### Odhlášení
před zahájením turnaje
- Nikoloz Basilašvili → nahradil jej  Thiago Monteiro
- Borna Ćorić → nahradil jej  Albert Ramos-Viñolas
- Pablo Cuevas → nahradil jej  Tennys Sandgren
- Federico Delbonis → nahradil jej  Alexei Popyrin
- Hugo Dellien → nahradil jej  Prajneš Gunneswaran
- Bradley Klahn → nahradil jej  Jaume Munar
- Jozef Kovalík → nahradil jej  Amir Weintraub
- Michail Kukuškin → nahradil jej  Lee Duck-hee
- Adrian Mannarino → nahradil jej  Denis Kudla
- Jošihito Nišioka → nahradil jej  Antoine Hoang

### Skrečování
- Alexandr Bublik
- Jérémy Chardy
- Filip Krajinović
- Feliciano López

## Mužská čtyřhra

### Nasazení
| Stát                                                                     | Hráč           | Stát               | Hráč          | ATP | Nasazení |
| ------------------------------------------------------------------------ | -------------- | ------------------ | ------------- | --- | -------- |
| Polsko                                                                   | Łukasz Kubot   | Brazílie           | Marcelo Melo  | 9.  | 1.       |
| USA                                                                      | Rajeev Ram     | Spojené království | Joe Salisbury | 40. | 2.       |
| Chorvatsko                                                               | Nikola Mektić  | Chorvatsko         | Franko Škugor | 43. | 3.       |
| Německo                                                                  | Kevin Krawietz | Německo            | Andreas Mies  | 43. | 4.       |
| Žebříček ATP k 12. srpnu 2019; číslo je součtem umístění obou členů páru |                |                    |               |     |          |

### Jiné formy účasti
Následující páry obdržely divokou kartu do hlavní soutěže:
- Jonatan Erlich /  Leander Paes
- Nicholas Monroe /  Tennys Sandgren

Následující pár nastoupil do čtyřhry z pozice náhradníka:
- Dan Evans /  Jonny O'Mara

### Odhlášení
- Ivan Dodig

## Přehled finále

### Mužská dvouhra
- Hubert Hurkacz vs.  Benoît Paire, 6–3, 3–6, 6–3

### Mužská čtyřhra
- Łukasz Kubot /  Marcelo Melo vs.  Nicholas Monroe /  Tennys Sandgren, 6–7(6–8), 6–1, [10–3]